# Flavio Cotti
Flavio Cotti (ur. 18 października 1939 w Prato-Sornico, zm. 16 grudnia 2020 w Locarno) – szwajcarski polityk.
Został wybrany do Szwajcarskiej Rady Związkowej (rządu) 10 grudnia 1986 i zasiadał w niej do 30 kwietnia 1999; został zgłoszony przez Chrześcijańsko-Demokratyczną Partię Ludową Szwajcarii. Kierował departamentami spraw wewnętrznych (1987–1993) i spraw zagranicznych (1994–1999).
Dwukrotnie sprawował urząd przewodniczącego Szwajcarskiej Rady Związkowej (prezydenta Szwajcarii) w roku 1991 oraz 1998.
Od 1 kwietnia 1993 do 30 kwietnia 1999 był szefem Federalnego Departamentu Spraw Zagranicznych. W 1996 sprawował funkcję przewodniczącego OBWE.

## Odznaczenia
- Order Wolności (Kosowo, 2004)[4]